# 鳥取県道151号倉吉東伯線
鳥取県道151号倉吉東伯線（とっとりけんどう151ごう くらよしとうはくせん）は、鳥取県倉吉市から東伯郡琴浦町に至る一般県道である。

## 概要
倉吉市西倉吉町から東伯郡琴浦町大字八橋に至る。

### 路線データ
- 起点：鳥取県倉吉市西倉吉町（小鴨橋西交差点、国道313号交点、鳥取県道34号倉吉赤碕中山線・鳥取県道501号倉吉東郷自転車道線起点）
- 終点：鳥取県東伯郡琴浦町大字八橋（鳥取県道267号大栄赤碕線交点）

## 路線状況

### 重複区間
- 鳥取県道297号上大立大栄線（東伯郡北栄町亀谷）

### 道路施設

#### 橋梁
- 鴨河橋（鴨川、倉吉市）
- 国府（こう）橋（国府川、倉吉市）
- 亀谷橋（由良川、東伯郡北栄町）
- 宮橋（加勢蛇川、東伯郡琴浦町）
- 新洗川橋（洗川、東伯郡琴浦町）

## 地理

### 通過する自治体
- 鳥取県
  - 倉吉市 - 東伯郡北栄町 - 東伯郡琴浦町

### 交差する道路
| 交差する道路                                                         | 市町村名 | 市町村名 | 交差する場所 | 交差する場所          |
| -------------------------------------------------------------------- | -------- | -------- | ------------ | --------------------- |
| 国道313号 鳥取県道34号倉吉赤碕中山線 鳥取県道501号倉吉東郷自転車道線 | 倉吉市   | 倉吉市   | 西倉吉町     | 小鴨橋西交差点 / 起点 |
| 国道313号 / 北条湯原道路                                             | 倉吉市   | 倉吉市   | 国府（こう） | [ 注釈 1 ]            |
| 鳥取県道312号倉吉環状線                                              | 倉吉市   | 倉吉市   | 国府         | 国府西口交差点        |
| 鳥取県道202号津原穴沢線                                              | 東伯郡   | 北栄町   | 亀谷         |                       |
| 鳥取県道250号亀谷北条線 鳥取県道297号上大立大栄線 重複区間終点       | 東伯郡   | 北栄町   | 亀谷         | 亀谷交差点            |
| 鳥取県道297号上大立大栄線 重複区間終点                               | 東伯郡   | 北栄町   | 亀谷         |                       |
| 鳥取県道204号福永由良線                                              | 東伯郡   | 琴浦町   | 大字槻下     | 斉尾団地入口交差点    |
| 国道9号 / 東伯・中山道路                                             | 東伯郡   | 琴浦町   | 大字中尾     | [ 注釈 1 ]            |
| 鳥取県道44号東伯野添線 鳥取県道50号東伯関金線 重複                   | 東伯郡   | 琴浦町   | 大字上伊勢   | 浦安小学校東交差点    |
| 国道9号                                                              | 東伯郡   | 琴浦町   | 大字八橋     | 八橋東交差点          |
| 鳥取県道267号大栄赤碕線                                              | 東伯郡   | 琴浦町   | 大字八橋     | 終点                  |

### 交差する鉄道
- 山陰本線

### 沿線
- 鳥取県立倉吉西高等学校
- 鳥取県立倉吉農業高等学校
- 琴浦町立浦安小学校
- 琴浦町立東伯中学校
- 琴浦町役場